# Leopoldius brevirostris
Leopoldius brevirostris är en tvåvingeart som först beskrevs av Ernst Friedrich Germar 1827.  Leopoldius brevirostris ingår i släktet Leopoldius och familjen stekelflugor. Inga underarter finns listade i Catalogue of Life.